# Hauenstein
Haünstein é um município da Alemanha localizado no distrito de Südwestpfalz, estado da Renânia-Palatinado.
É membro e sede do Verbandsgemeinde de Hauenstein.